# Julie Bowen
Julie Bowen Luetkemeyer (Baltimora, 3 marzo 1970) è un'attrice statunitense.
È nota principalmente per aver interpretato il ruolo di Claire Dunphy nella serie comica Modern Family (2009-2020), grazie al quale si è aggiudicata due Premi Emmy a fronte di sei candidature, un Critics' Choice Television Award e quattro Screen Actors Guild Awards.

## Biografia
Seconda di tre figlie nate da Suzanne e John Alexander Luetkemeyer Jr., ha origini inglesi, irlandesi, tedesche, francesi e scozzesi. Nonostante abbia frequentato la Roland Park Country, si è laureata alla Brown University di Providence nel 1991 con una tesi sugli studi del Rinascimento italiano scritta dopo aver trascorso un anno da matricola a Firenze, soggiorno grazie al quale ha imparato a parlare correttamente l'italiano.
Esordisce nel mondo dello spettacolo agli inizi degli anni novanta interpretando ruoli da guest star in diverse serie televisive, come nella soap opera Quando si ama e nel teen drama Cinque in famiglia. Ottiene notorietà grazie ai suoi ruoli nelle serie televisive Boston Legal e Weeds, intrapresi tra il 2005 e il 2008; ha partecipato anche alla famosa serie fantascientifica Lost, nella quale interpreta l'ex moglie di Jack Shephard.
Dal 2009 al 2020 ha recitato per un totale di undici stagioni nella sitcom Modern Family nei panni di Claire Dunphy; l'interpretazione le è valsa sei candidature consecutive al Premio Emmy, dal 2010 al 2015, vincendo nella categoria di miglior attrice non protagonista in una commedia televisiva nelle edizioni 2011 e 2012.

## Vita privata
Nel 2004 si è sposata con il programmatore Scott Phillips. Insieme hanno avuto tre figli maschi: Oliver (2007) e i gemelli Gustav e John (2009). La coppia ha divorziato nel 2018.

## Filmografia

### Attrice

#### Cinema
- Five Spot Jewel, regia di John O'Hagan (1992)
- Un tipo imprevedibile (Happy Gilmore), regia di Dennis Dugan (1996)
- Mi sdoppio in 4 (Multiplicity), regia di Harold Ramis (1996)
- Un lupo mannaro americano a Parigi (An American Werewolf in Paris), regia di Anthony Waller (1997)
- You're Killing Me..., regia di Antoni Stutz (2001)
- Amy's O - Finalmente l'amore (Amy's Orgasm), regia di Julie Davis (2001)
- Venus and Mars, regia di Harry Mastrogeorge (2001)
- Joe Somebody, regia di John Pasquin (2001)
- Kids in America, regia di Josh Stolberg (2005)
- Partner(s) - Romantiche bugie (Partner(s)), regia di Dave Diamond (2005)
- Tutti i numeri del sesso (Sex and Death 101), regia di Daniel Waters (2007)
- Ricomincio da zero (Crazy on the Outside), regia di Tim Allen (2010)
- Conception, regia di Josh Stolberg (2011)
- Jumping the Broom - Amore e altri guai (Jumping the Broom), regia di Salim Akil (2011)
- Come ammazzare il capo... e vivere felici (Horrible Bosses), regia di Seth Gordon (2011)
- Volano coltelli (Knife Fight), regia di Bill Guttentag (2012)
- Life of the Party - Una mamma al college (Life of the Party), regia di Ben Falcone (2018)
- Hubie Halloween, regia di Steven Brill (2020)
- La vita dopo - The Fallout (The Fallout), regia di Megan Park (2021)
- Mixtape - Una cassetta per te (Mixtape), regia di Valerie Weiss (2021)
- Totally Killer, regia di Nahnatchka Khan (2023)
- Un tipo imprevedibile 2 (Happy Gilmore 2), regia di Kyle Newacheck (2025)

#### Televisione
- Quando si ama (Loving) – serie TV (1992)
- Runaway Daughters, regia di Joe Dante – film TV (1994)
- Where Are My Children?, regia di George Kaczender – film TV (1994)
- Pericolo estremo (Extreme) – serie TV, 7 episodi (1995)
- The Last Man on Planet Earth, regia di Les Landau – film TV (1999)
- E.R. - Medici in prima linea (ER) – serie TV, 9 episodi (1998-1999)
- Dawson's Creek – serie TV, episodio 3x19 (2000)
- Ed – serie TV, 83 episodi (2000-2004)
- Boston Legal – serie TV, 50 episodi (2005-2008)
- Lost – serie TV, 5 episodi (2005-2007)
- Weeds – serie TV, 7 episodi (2008)
- Law & Order - Unità vittime speciali (Law & Order: Special Victims Unit) – serie TV, episodio 10x01 (2008)
- True Jackson, VP – serie TV, episodio 1x08 (2009)
- Detective Monk (Monk) – serie TV, episodio 7x14 (2009)
- Modern Family – serie TV, 250 episodi (2009-2020)
- Better Things – serie TV, episodio 1x01 (2016)
- The Mindy Project – serie TV, episodio 6x04 (2017)

### Doppiatrice
- Justice League – serie animata, 2 episodi (2002)
- Scooby-Doo! Mystery Incorporated – serie animata, episodio 1x22 (2011)
- Planes 2 - Missione antincendio (Planes: Fire & Rescue), regia di Bobs Gannaway (2014)
- I Griffin (Family Guy) – serie animata, 2 episodi (2014-2017)
- Rapunzel: La serie (Tangled: The Series) – serie animata (2017-2020)
- DuckTales – serie animata, 2 episodi (2019)

## Doppiatrici italiane
Nelle versioni in italiano delle opere in cui ha recitato, Julie Bowen è stata doppiata da:
- Chiara Colizzi in Dawson's Creek, Lost, Tutti i numeri del sesso, Ricomincio da zero, Totally Killer
- Giò Giò Rapattoni in E.R. - Medici in prima linea, Modern Family, Mixtape - Una cassetta per te
- Francesca Fiorentini in Boston Legal, Hubie Halloween, Un tipo imprevedibile 2
- Micaela Esdra in Mi sdoppio in 4, Un lupo mannaro americano a Parigi
- Alessandra Korompay in Ed, Life of the Party - Una mamma al college
- Sabrina Duranti in Law & Order - Unità vittime speciali
- Paola del Bosco in Un tipo imprevedibile
- Claudia Catani in Detective Monk
- Barbara De Bortoli in Come ammazzare il capo... e vivere felici
- Valentina Mari in Jumping the Broom - Amore e altri guai
- Deborah Ciccorelli in Better Things

Da doppiatrice è sostituita da:
- Giò Giò Rapattoni in Planes 2 - Missione antincendio, I Griffin, Rapunzel: La serie
- Laura Romano in DuckTales